# Lista de reis de Leinster
Esta é uma lista provisória dos reis de Leinster, que governaram o reino irlandês de Leinster (ou Laigin) até 1632 com a morte de Domhnall Spáinneach mac Murchadha Caomhánach, a última liderança legitimamente proclamada da linhagem real dos MacMurrough Kavanagh. A atual província de Leinster é consideravelmente maior do que o antigo reino.

## Lendário
- Mesgegra

## Reis de Leinster

### Laigin, antiguidade clássica
| Nome                            | Imagem | Nascimento                                        | Casamentos   | Morte    |
| ------------------------------- | ------ | ------------------------------------------------- | ------------ | -------- |
| Úgaine Mór 634–594 a.C.         |        | Filho de Eochu Buadach                            | desconhecido | 594 a.C. |
| Lóegaire Lorc 594–592 a.C.      |        | Filho de Úgaine Mór                               | desconhecido | 592 a.C. |
| Ailill Áine 592–592 a.C.        |        | Filho de Lóegaire Lorc                            | desconhecido | 592 a.C. |
| Cobthach Cóel Breg 592–542 a.C. |        | Filho de Úgaine Mór                               | desconhecido | 542 a.C. |
| Labraid Loingsech 542–523 a.C.  |        | Filho de Ailill Áine mac Lóegaire Lorc            | desconhecido | 523 a.C. |
| Cathair Mór 119–122 a.C.        |        | Filho de Fedlimid Fir Urglais mac Cormac Gealtach | 11 filhos    | 122 a.C. |

### Uí Cheinnselaig, século V
| Nome                                    | Imagem | Nascimento                               | Casamentos   | Morte        |
| --------------------------------------- | ------ | ---------------------------------------- | ------------ | ------------ |
| Fiacha Baicheda mac Cathair Mór –       |        | Filho de Cathair Mór                     | desconhecido | desconhecido |
| Bressal Bélach mac Fiacha Baicheda –436 |        | Filho de Fiacha Baicheda mac Cathair Mór | desconhecido | 436          |
| Énnae Cennsalach mac Labhradh –         |        | Filho de Labhradh mac Bressal Bélach     | desconhecido | desconhecido |

### Uí Bairrche, 5th century
| Nome                                                   | Imagem | Nascimento                                       | Casamentos   | Morte        |
| ------------------------------------------------------ | ------ | ------------------------------------------------ | ------------ | ------------ |
| Muiredach Mo Sníthech mac Dáire Barrach – (requerente) |        | Filho de Dáire Barrach mac Cathair Mór           | desconhecido | desconhecido |
| Móenach mac Muiredach Mo Sníthech – (requerente)       |        | Filho de Muiredach Mo Sníthech mac Dáire Barrach | desconhecido | desconhecido |

### Uí Enechglaiss, –446
| Nome                            | Imagem       | Nascimento       | Casamentos   | Morte |
| ------------------------------- | ------------ | ---------------- | ------------ | ----- |
| Mac Cairthinn mac Coelboth –446 | desconhecido | Filho de Cóelbad | desconhecido | 446   |

### Uí Cheinnselaig, 446–483
| Nome                        | Imagem | Nascimento                | Casamentos   | Morte |
| --------------------------- | ------ | ------------------------- | ------------ | ----- |
| Crimthann mac Énnai 446–483 |        | Filho de Énnae Cennsalach | desconhecido | 483   |

### Uí Garrchon, 483–495
| Nome                        | Imagem       | Nascimento                   | Casamentos   | Morte |
| --------------------------- | ------------ | ---------------------------- | ------------ | ----- |
| Fincath mac Garrchu 483–485 | desconhecido | Filho de Garrchú mac Fothaid | desconhecido | 485   |
| Fráech mac Finchada 485–495 | desconhecido | Filho de Fincath mac Garrchu | desconhecido | 495   |

### Uí Dúnlainge, 495–592
| Nome                           | Imagem | Nascimento                       | Casamentos   | Morte |
| ------------------------------ | ------ | -------------------------------- | ------------ | ----- |
| Ailill mac Dúnlainge 495–527   |        | Filho de Dúnlaing mac Énda Niada | desconhecido | 527   |
| Cormac mac Ailillo 527–535     |        | Filho de Ailill mac Dúnlainge    | desconhecido | 535   |
| Coirpre mac Cormac 535–546     |        | Filho de Cormac mac Ailillo      | desconhecido | 546   |
| Colmán Már mac Coirpre 546–576 |        | Filho de Coirpre mac Cormac      | desconhecido | 576   |
| Áed Dub mac Colmáin 576–592    |        | Filho de Colmán Már mac Coirpre  | desconhecido | 639   |

### Uí Máil, 592–595
| Nome                 | Imagem | Nascimento                                   | Casamentos   | Morte |
| -------------------- | ------ | -------------------------------------------- | ------------ | ----- |
| Áed Dibchine 592–595 |        | Filho de Seanach Diodhach mac Carthann Muadh | desconhecido | 595   |

### Uí Cheinnselaig, 595–624
| Nome                       | Imagem | Nascimento                  | Casamentos   | Morte |
| -------------------------- | ------ | --------------------------- | ------------ | ----- |
| Brandub mac Echach 595–605 |        | Filho de Echu mac Muiredaig | desconhecido | 605   |
| Rónán mac Colmáin 605–624  |        | Filho de Colmán mac Cormaic | desconhecido | 624   |

### Uí Máil, 624–633
| Nome                       | Imagem | Nascimento            | Casamentos   | Morte |
| -------------------------- | ------ | --------------------- | ------------ | ----- |
| Crimthann mac Áedo 624–633 |        | Filho de Áed Dibchine | desconhecido | 633   |

### Uí Dúnlainge, 633–666
| Nome                               | Imagem | Nascimento                      | Casamentos   | Morte |
| ---------------------------------- | ------ | ------------------------------- | ------------ | ----- |
| Fáelán mac Colmáin 633–656 656–666 |        | Filho de Colmán Már mac Coirpri | desconhecido | 666   |

### Uí Cheinnselaig, 656
| Nome                  | Imagem | Nascimento                 | Casamentos   | Morte |
| --------------------- | ------ | -------------------------- | ------------ | ----- |
| Crundmáel Erbuilc 656 |        | Filho de Rónán mac Colmáin | desconhecido | 656   |

### Uí Máil, 666–680
| Nome                               | Imagem | Nascimento                           | Casamentos   | Morte |
| ---------------------------------- | ------ | ------------------------------------ | ------------ | ----- |
| Fiannamail mac Máele Tuile 666–680 |        | Filho de Máele Tuile mac Rónán Crach | desconhecido | 680   |

### Uí Dúnlainge, 680–693
| Nome                         | Imagem | Nascimento                 | Casamentos   | Morte |
| ---------------------------- | ------ | -------------------------- | ------------ | ----- |
| Bran Mut mac Conaill 680–693 |        | Filho de Conall mac Fáelán | desconhecido | 693   |

### Uí Máil, 693–715
| Nome                    | Imagem | Nascimento                          | Casamentos   | Morte |
| ----------------------- | ------ | ----------------------------------- | ------------ | ----- |
| Cellach Cualann 693–715 |        | Filho de Gertighe mac Diocolla Dana | desconhecido | 715   |

### Uí Dúnlainge, 715–728
| Nome                          | Imagem | Nascimento                     | Casamentos   | Morte |
| ----------------------------- | ------ | ------------------------------ | ------------ | ----- |
| Murchad mac Brain Mut 715–727 |        | Filho de Bran Mut mac Conaill  | desconhecido | 727   |
| Dúnchad mac Murchado 727–728  |        | Filho de Murchad mac Brain Mut | desconhecido | 728   |

### Uí Fáeláin, 728–738
| Nome                        | Imagem | Nascimento                     | Casamentos   | Morte |
| --------------------------- | ------ | ------------------------------ | ------------ | ----- |
| Fáelán mac Murchado 728–738 |        | Filho de Murchad mac Brain Mut | desconhecido | 738   |

### Uí Dúnlainge, 738
| Nome                       | Imagem | Nascimento                     | Casamentos   | Morte |
| -------------------------- | ------ | ------------------------------ | ------------ | ----- |
| Bran Becc mac Murchado 738 |        | Filho de Murchad mac Brain Mut | desconhecido | 738   |

### Uí Cheinnselaig, 738
| Nome                | Imagem | Nascimento                  | Casamentos   | Morte |
| ------------------- | ------ | --------------------------- | ------------ | ----- |
| Áed mac Colggen 738 |        | Filho de Colcú mac Bressail | desconhecido | 738   |

### Uí Muiredaig, 738–760
| Nome                           | Imagem | Nascimento                     | Casamentos   | Morte |
| ------------------------------ | ------ | ------------------------------ | ------------ | ----- |
| Muiredach mac Murchado 738–760 |        | Filho de Murchad mac Brain Mut | desconhecido | 760   |

### Uí Dúnchada, 760–776
| Nome                         | Imagem       | Nascimento                    | Casamentos   | Morte |
| ---------------------------- | ------------ | ----------------------------- | ------------ | ----- |
| Cellach mac Dúnchada 760–776 | desconhecido | Filho de Dúnchad mac Murchado | desconhecido | 776   |

### Uí Fáeláin, 776–785
| Nome                        | Imagem | Nascimento                   | Casamentos   | Morte |
| --------------------------- | ------ | ---------------------------- | ------------ | ----- |
| Ruaidrí mac Fáeláin 776–785 |        | Filho de Fáelán mac Murchado | desconhecido | 785   |

### Uí Muiredaig, 785–795
| Nome                  | Imagem | Nascimento                      | Casamentos   | Morte |
| --------------------- | ------ | ------------------------------- | ------------ | ----- |
| Bran Ardchenn 785–795 |        | Filho de Muiredach mac Murchado | desconhecido | 795   |

### Uí Dúnchada, 795–808
| Nome                         | Imagem       | Nascimento                    | Casamentos   | Morte |
| ---------------------------- | ------------ | ----------------------------- | ------------ | ----- |
| Fínsnechta Cethardec 795–808 | desconhecido | Filho de Cellach mac Dúnchada | desconhecido | 808   |

### Uí Muiredaig, 808–818
| Nome                        | Imagem | Nascimento             | Casamentos   | Morte |
| --------------------------- | ------ | ---------------------- | ------------ | ----- |
| Muiredach mac Brain 808–818 |        | Filho de Bran Ardchenn | desconhecido | 818   |

### Uí Fáeláin, 818–829
| Nome                           | Imagem | Nascimento                   | Casamentos   | Morte |
| ------------------------------ | ------ | ---------------------------- | ------------ | ----- |
| Muiredach mac Ruadrach 818–829 |        | Filho de Ruaidrí mac Fáeláin | desconhecido | 829   |

### Uí Muiredaig, 829–834
| Nome                      | Imagem | Nascimento             | Casamentos   | Morte |
| ------------------------- | ------ | ---------------------- | ------------ | ----- |
| Cellach mac Brain 829–834 |        | Filho de Bran Ardchenn | desconhecido | 834   |

### Uí Dúnchada, 834–838
| Nome                     | Imagem       | Nascimento                  | Casamentos   | Morte |
| ------------------------ | ------------ | --------------------------- | ------------ | ----- |
| Bran mac Fáeláin 834–838 | desconhecido | Filho de Fáelán mac Cellaig | desconhecido | 838   |

### Uí Muiredaig, 838–854
| Nome                             | Imagem | Nascimento                   | Casamentos   | Morte        |
| -------------------------------- | ------ | ---------------------------- | ------------ | ------------ |
| Lorcán mac Cellaig 838–851       |        | Filho de Cellach mac Brain   | desconhecido | desconhecido |
| Túathal mac Máele-Brigte 851–854 |        | Filho de Muiredach mac Brain | desconhecido | 854          |

### Uí Dúnchada, 854–862
| Nome                   | Imagem       | Nascimento                | Casamentos   | Morte |
| ---------------------- | ------------ | ------------------------- | ------------ | ----- |
| Ruarc mac Bran 854–862 | desconhecido | Filho de Bran mac Fáeláin | desconhecido | 862   |

### Uí Fáeláin, 862–863
| Nome                          | Imagem | Nascimento                     | Casamentos   | Morte |
| ----------------------------- | ------ | ------------------------------ | ------------ | ----- |
| Muirecán mac Diarmata 862–863 |        | Filho de Diarmata mac Ruadrach | desconhecido | 863   |

### Uí Muiredaig, 863–871
| Nome                           | Imagem | Nascimento                      | Casamentos   | Morte |
| ------------------------------ | ------ | ------------------------------- | ------------ | ----- |
| Dúnlaing mac Muiredaig 863–869 |        | Filho de Muiredach mac Brain    | desconhecido | 869   |
| Ailill mac Dúnlainge 869–871   |        | Filho de Dúnlaing mac Muiredaig | desconhecido | 871   |

### Uí Fáeláin, 871–884
| Nome                          | Imagem | Nascimento                     | Casamentos   | Morte |
| ----------------------------- | ------ | ------------------------------ | ------------ | ----- |
| Domnall mac Muirecáin 871–884 |        | Filho de Muirecán mac Diarmata | desconhecido | 884   |

### Uí Dúnchada, 884–885
| Nome                        | Imagem       | Nascimento                | Casamentos   | Morte |
| --------------------------- | ------------ | ------------------------- | ------------ | ----- |
| Muiredach mac Brain 884–885 | desconhecido | Filho de Bran mac Fáeláin | desconhecido | 885   |

### Uí Fáeláin, 885–909
| Nome                          | Imagem | Nascimento                     | Casamentos   | Morte |
| ----------------------------- | ------ | ------------------------------ | ------------ | ----- |
| Cerball mac Muirecáin 885–909 |        | Filho de Muirecán mac Diarmata | desconhecido | 909   |

### Uí Muiredaig, 909–917
| Nome                        | Imagem | Nascimento                    | Casamentos   | Morte |
| --------------------------- | ------ | ----------------------------- | ------------ | ----- |
| Augaire mac Aililla 909–917 |        | Filho de Ailill mac Dúnlainge | desconhecido | 917   |

### Uí Dúnchada, 917–943
| Nome                         | Imagem       | Nascimento                    | Casamentos   | Morte |
| ---------------------------- | ------------ | ----------------------------- | ------------ | ----- |
| Faelan mac Muiredach 917–942 | desconhecido | Filho de Muiredach mac Brain  | desconhecido | 942   |
| Lorcán mac Fáelán 942–943    | desconhecido | Filho de Faelan mac Muiredach | desconhecido | 943   |

### Uí Fáeláin, 943–947
| Nome                             | Imagem | Nascimento                      | Casamentos   | Morte |
| -------------------------------- | ------ | ------------------------------- | ------------ | ----- |
| Bran Fionn mac Máelmórda 943–947 |        | Filho de Máelmórda mac Muirecán | desconhecido | 947   |

### Uí Muiredaig, 947–958
| Nome                       | Imagem | Nascimento                   | Casamentos   | Morte |
| -------------------------- | ------ | ---------------------------- | ------------ | ----- |
| Túathal mac Úgaire 947–958 |        | Filho de Augaire mac Aililla | desconhecido | 958   |

### Uí Dúnchada, 958–966
| Nome                       | Imagem       | Nascimento                    | Casamentos   | Morte |
| -------------------------- | ------------ | ----------------------------- | ------------ | ----- |
| Cellach mac Faelan 958–966 | desconhecido | Filho de Faelan mac Muiredach | desconhecido | 966   |

### Uí Fáeláin, 966–972
| Nome                           | Imagem | Nascimento                        | Casamentos   | Morte |
| ------------------------------ | ------ | --------------------------------- | ------------ | ----- |
| Murchad mac Bran Fionn 966–972 |        | Filho de Bran Fionn mac Máelmórda | desconhecido | 972   |

### Uí Muiredaig, 972–978
| Nome                        | Imagem | Nascimento                  | Casamentos   | Morte |
| --------------------------- | ------ | --------------------------- | ------------ | ----- |
| Úgaire mac Túathail 972–978 |        | Filho de Túathal mac Úgaire | desconhecido | 978   |

### Uí Dúnchada, 978–1003
| Nome                                | Imagem       | Nascimento                 | Casamentos   | Morte        |
| ----------------------------------- | ------------ | -------------------------- | ------------ | ------------ |
| Domnall Claen 978–984               | desconhecido | Filho de Lorcán mac Fáelán | desconhecido | 984          |
| Donnchad mac Domnall Claen 984–1003 | desconhecido | Filho de Domnall Claen     | desconhecido | desconhecido |

### Uí Fáeláin, 1003–1014
| Nome                             | Imagem | Nascimento                      | Casamentos   | Morte |
| -------------------------------- | ------ | ------------------------------- | ------------ | ----- |
| Máelmórda mac Murchada 1003–1014 |        | Filho de Murchad mac Bran Fionn | desconhecido | 1014  |

### Uí Muiredaig, 1014–1016
| Nome                             | Imagem | Nascimento                    | Casamentos   | Morte |
| -------------------------------- | ------ | ----------------------------- | ------------ | ----- |
| Dúnlaing mac Tuathal 1014        |        | Filho de Túathal mac Úgaire   | desconhecido | 1014  |
| Donncuan mac Dúnlainge 1014–1016 |        | Filho de Dúnlaing mac Tuathal | desconhecido | 1016  |

### Uí Fáeláin, 1016–1018
| Nome                         | Imagem | Nascimento                      | Casamentos   | Morte        |
| ---------------------------- | ------ | ------------------------------- | ------------ | ------------ |
| Bran mac Máelmórda 1016–1018 |        | Filho de Máelmórda mac Murchada | desconhecido | desconhecido |

### Uí Muiredaig, 1018–1033
| Nome                             | Imagem | Nascimento                    | Casamentos   | Morte        |
| -------------------------------- | ------ | ----------------------------- | ------------ | ------------ |
| Augaire mac Dúnlainge 1018–1024  |        | Filho de Dúnlaing mac Tuathal | desconhecido | 1024         |
| Donnchad mac Dúnlainge 1024–1033 |        | Filho de Dúnlaing mac Tuathal | desconhecido | desconhecido |

### Mac Giolla Phádraig, 1033–1039
| Nome                                 | Imagem | Nascimento                           | Casamentos   | Morte |
| ------------------------------------ | ------ | ------------------------------------ | ------------ | ----- |
| Donnchad mac Gilla Pátraic 1033–1039 |        | Filho de Gilla Pátraic mac Donnchada | desconhecido | 1039  |

### Uí Muiredaig, 1039–1042
| Nome                            | Imagem | Nascimento                    | Casamentos   | Morte |
| ------------------------------- | ------ | ----------------------------- | ------------ | ----- |
| Murchad mac Dúnlainge 1039–1042 |        | Filho de Dúnlaing mac Tuathal | desconhecido | 1042  |

### Mac Murchada, 1042–1115
| Nome                                   | Imagem | Nascimento                             | Casamentos   | Morte                  |
| -------------------------------------- | ------ | -------------------------------------- | ------------ | ---------------------- |
| Diarmait mac Maíl na mBó 1042–1072     |        | Filho de Donnchad Máel na mBó          | desconhecido | 7 de fevereiro de 1072 |
| Murchad mac Diarmata 1052–1070         |        | Filho de Diarmait mac Maíl na mBó      | desconhecido | 1070                   |
| Domnall mac Murchada 1072–1075         |        | Filho de Murchad mac Diarmata          | desconhecido | 1075                   |
| Donnchad mac Domnaill Remair 1075–1089 |        | Filho de Domnall Remar mac Máel na mBó | desconhecido | 1089                   |
| Énna mac Diarmata 1089–1092            |        | Filho de Diarmait mac Maíl na mBó      | desconhecido | 1092                   |
| Diarmait mac Énna 1092–1098            |        | Filho de Énna mac Diarmata             | desconhecido | 1098                   |
| Donnchadh mac Murchada 1098–1115       |        | Filho de Murchad mac Diarmata          | desconhecido | 1115                   |

### Ó Conchobhair Uí Failghe, 1115
| Nome                         | Imagem | Nascimento                       | Casamentos   | Morte |
| ---------------------------- | ------ | -------------------------------- | ------------ | ----- |
| Conchobar mac Congalaig 1115 |        | Filho de Congalach Ua Conchobair | desconhecido | 1115  |

### Mac Murchada, 1115–1171
| Nome                                       | Imagem | Nascimento                      | Casamentos   | Morte |
| ------------------------------------------ | ------ | ------------------------------- | ------------ | ----- |
| Diarmait mac Énna meic Murchada 1115–1117  |        | Filho de Énna mac Murchada      | desconhecido | 1117  |
| Enna mac Donnchada meic Murchada 1117–1126 |        | Filho de Donnchadh mac Murchada | desconhecido | 1126  |
| Diarmait mac Murchada 1126–1166 1169–1171  |        | Filho de Donnchad mac Murchada  | desconhecido | 1171  |

### Caomhánach, 1171–1603
| Nome                                                            | Imagem | Nascimento                                                     | Casamentos   | Morte   |
| --------------------------------------------------------------- | ------ | -------------------------------------------------------------- | ------------ | ------- |
| Domhnall Caomhánach mac Murchada 1171–1175                      |        | Filho de Diarmait mac Murchada                                 | desconhecido | 1175    |
| Domhnall Óg mac Domhnall Caomhánach –                           |        | Filho de Domhnall Caomhánach mac Murchada                      | desconhecido | unknown |
| Muirchertach mac Domhnall Óg mac Murchada Caomhánach –1282      |        | Filho de Domhnall Óg mac Domhnall Caomhánach                   | desconhecido | 1282    |
| Muiris mac Muirchertach mac Murchada Caomhánach 1282–1314       |        | Filho de Muirchertach mac Domhnall Óg mac Murchada Caomhánach  | desconhecido | 1314    |
| Art mac Murchada Caomhánach 1314–1323                           |        | Filho de Domhnall Óg mac Domhnall Caomhánach                   | desconhecido | 1361    |
| Domhnall mac Art mac Murchada Caomhánach 1323–1338              |        | Filho de Art mac Domhnall Óg mac Murchada Caomhánach           | desconhecido | 1338    |
| Domhnall mac Domhnall mac Murchada Caomhánach 1338–1347         |        | Filho de Domhnall mac Art mac Murchada Caomhánach              | desconhecido | 1338    |
| Muirchertach mac Muiris mac Murchada Caomhánach 1347–1354       |        | Filho de Muiris mac Muirchertach mac Murchada Caomhánach       | desconhecido | 1354    |
| Art Mór mac Murchada Caomhánach 1354–1362                       |        | Filho de Muirchertach mac Muiris mac Murchada Caomhánach       | desconhecido | 1362    |
| Diarmait mac Murchada Caomhánach 1362–1369                      |        | Filho de Domhnall mac Domhnall mac Murchada Caomhánach         | desconhecido | 1369    |
| Donnchadh mac Muirchertach mac Murchada Caomhánach 1369–1375    |        | Filho de Muirchertach mac Muiris mac Murchada Caomhánach       | desconhecido | 1375    |
| Art Mór mac Murchadha Caomhánach 1369–1375                      |        | Filho de Muirchertach mac Muiris mac Murchada Caomhánach       | desconhecido | 1375    |
| Art Óg mac Murchadha Caomhánach 1375–1417                       |        | Filho de Art Mór mac Murchadha Caomhánach                      | desconhecido | 1417    |
| Donnchadh mac Art mac Murchadha Caomhánach 1417–1478            |        | Filho de Art Óg mac Murchadha Caomhánach                       | desconhecido | 1478    |
| Domhnall Riabhach mac Murchadha Caomhánach 1478                 |        | Filho de Gerald mac Murchadha Caomhánach                       | desconhecido | 1478    |
| Muircheartach mac Donnchadh mac Murchadha Caomhánach 1478–1512  |        | Filho de Donnchadh mac Art mac Murchadha Caomhánach            | desconhecido | 1512    |
| Art Buidhe mac Murchadha Caomhánach 1512–1517                   |        | Filho de Domhnall Riabhach mac Murchadha Caomhánach            | desconhecido | 1517    |
| Gerald mac Murchadha Caomhánach 1517–1523                       |        | Filho de Domhnall Riabhach mac Murchadha Caomhánach            | desconhecido | 1523    |
| Muiris mac Domhnall Riabhach mac Murchadha Caomhánach 1523–1531 |        | Filho de Domhnall Riabhach mac Murchadha Caomhánach            | desconhecido | 1531    |
| Muircheartach mac Art Buidhe mac Murchadha Caomhánach 1531–1547 |        | Filho de Art Buidhe mac Murchadha Caomhánach                   | desconhecido | 1547    |
| Muiris mac Domhnall Riabhach mac Murchadha Caomhánach 1523–1531 |        | Filho de Domhnall Riabhach mac Murchadha Caomhánach            | desconhecido | 1531    |
| Murchadh mac Murchadha Caomhánach 1531–1557                     |        | Filho de Muiris mac Domhnall Riabhach mac Murchadha Caomhánach | desconhecido | 1531    |
| Criomthann mac Murchadha Caomhánach 1557–1582                   |        | Filho de Murchadh mac Murchadha Caomhánach                     | desconhecido | 1582    |
| Domhnall Spáinneach mac Murchadha Caomhánach 1582–1603          |        | Filho de Donnchadh mac Cathaoir mac Murchadha Caomhánach       | desconhecido | 1632    |